# Национални парк Северни Велебит
Северни Велебит је област у Хрватској. Проглашен је националним парком 9. јуна 1999. године.
Разноврсност крашких феномена као и биљног и животињског света само су део посебне слике ове природне целине. Унутар парка налазе се строги резерват Хајдучки и Рожански кукови, Лукина пећина - једна од најдубљих пећина на свету (откривена 1999), ботанички резерват 'Висибаба' са налазиштем ендемске хрватске сибиреје (Sibiraea altaiensis ssp. croatica), ботаничи резерват Завижан - Балиновац - Велика коса, као и познати Велебитски ботанички врт.
Парк је испресецан бројним планинарским стазама, од којих је најпознатија Премужићева стаза. Површина парка износи 109 km².